# Oleska Zaryckyj
Pour les articles homonymes, voir Venant.
Alexis (Oleska) Zaryckyi est né le 17 octobre 1912 à Bilche en Ukraine. Il entre en 1931 au séminaire de Lviv et il est ordonné prêtre en 1936. Déporté au camp de Karlag dans le Kazakhstan de 1948 à 1957 par le régime soviétique, il est nommé à sa libération administrateur apostolique de la Sibérie et du Kazakhstan. Mais avant même d'avoir reçu la consécration épiscopale, il est à nouveau arrêté et déporté. Alexis est envoyé au camp de Dolinka, non loin de Karaganda (Kazakstan) et y meurt le 30 octobre 1963. 
Il est béatifié par Jean-Paul II le 27 juin 2001 en même temps que 26 autres martyrs d'Ukraine.

## Biographie
Oleska Zaryckyj  (ou Zarytsky) est né le 17 octobre 1912 dans le petit village de Bilche en Ukraine (dans la région de Lviv). Fils d'une famille catholique, il désire très jeune devenir prêtre. En 1931 il entre au séminaire de Lviv, et en 1936 il est ordonné prêtre diocésain par le métropolite André Sheptytsky,,. 
Sa pastorale auprès de des fidèles catholique est très active. Il les invite à se confesser tous les mois et à communier tous les jours. Il est poursuivi par la police politique qui le surveille en continu jusqu'à son arrestation en 1948. La police lui propose de quitter l'Église catholique pour se rattacher à l'Église orthodoxe en échange de plus de liberté d'action. Il refuse, il est alors condamné à 10 ans de rétention, et déporté à Karaganda au Kazakhstan. Après sa libération anticipée en 1957, il reprend sa pastorale visitant les communautés catholiques disséminées dans le Kazakhstan et jusqu'en Sibérie. Il se dépense sans compter, couvrant des milliers de kilomètres pour apporter les sacrements (eucharistie, confession, ...). Dans le secret, il est nommé administrateur apostolique du Kazakhstan et de Sibérie. Mais en avril 1962, peu de temps après sa nomination, et avant son ordination épiscopale, il est de nouveau emprisonné pour une durée de 3 ans. Envoyé au camp pénitentiaire de Dolynka (près de Karaganda au Kazakhstan), il est contraint de travailler dans les champs, il est aussi régulièrement humilié et battu. Il meurt d'épuisement le 30 octobre 1963,,,,.

## Béatification
Il est reconnu par l'Église catholique comme martyr de la foi. Il est béatifié par Jean-Paul II le 27 juin 2001, en même temps que 26 autres martyrs d'Ukraine,.
Sa mémoire est célébrée le 30 octobre. 
En 2007, Mgr Schneider consacre une église du diocèse de Karaganda (Kazakhstan) au bienheureux  Alexis Zaryckyi.